# 急流

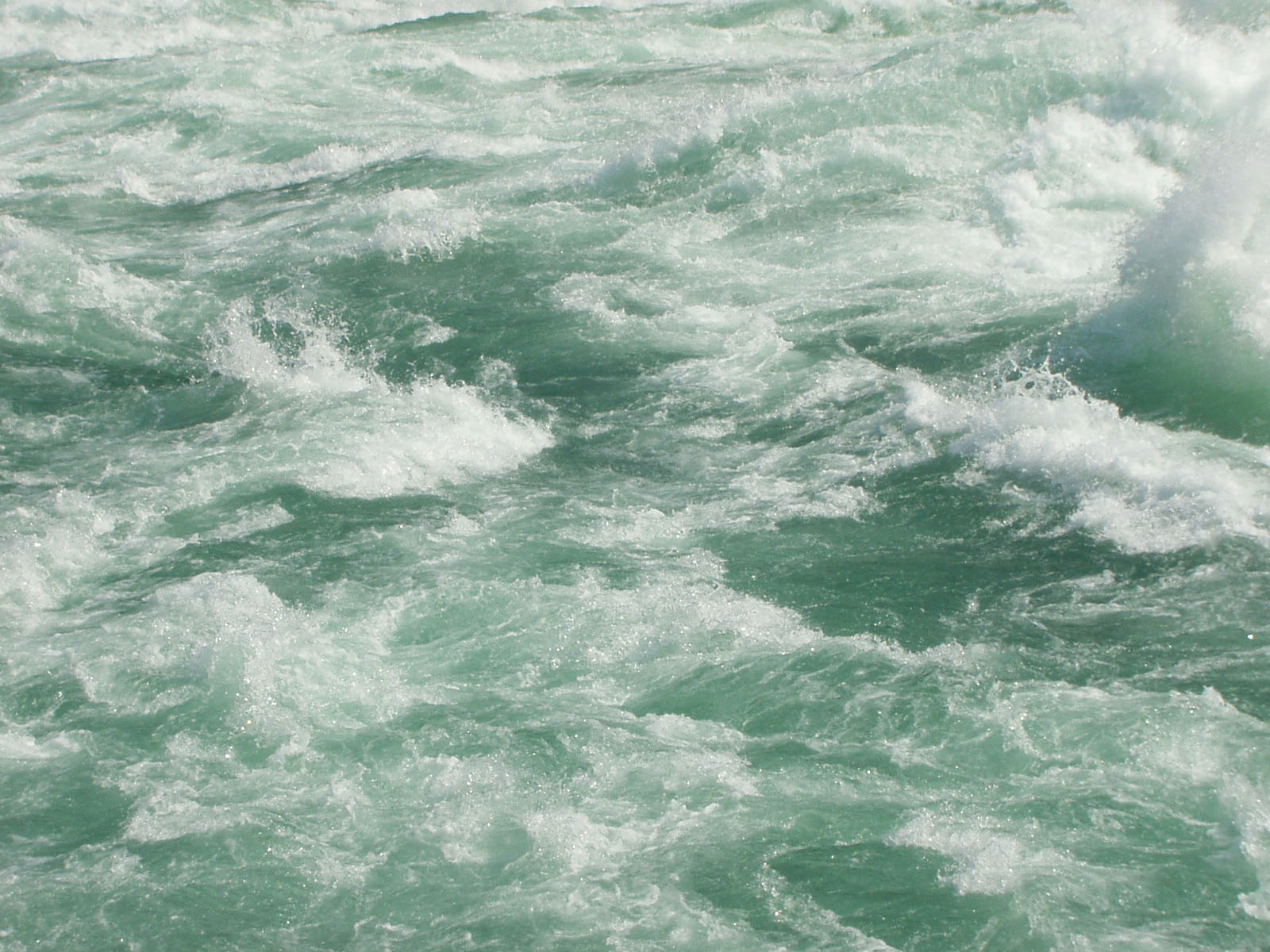
尼亚加拉瀑布下游的急流

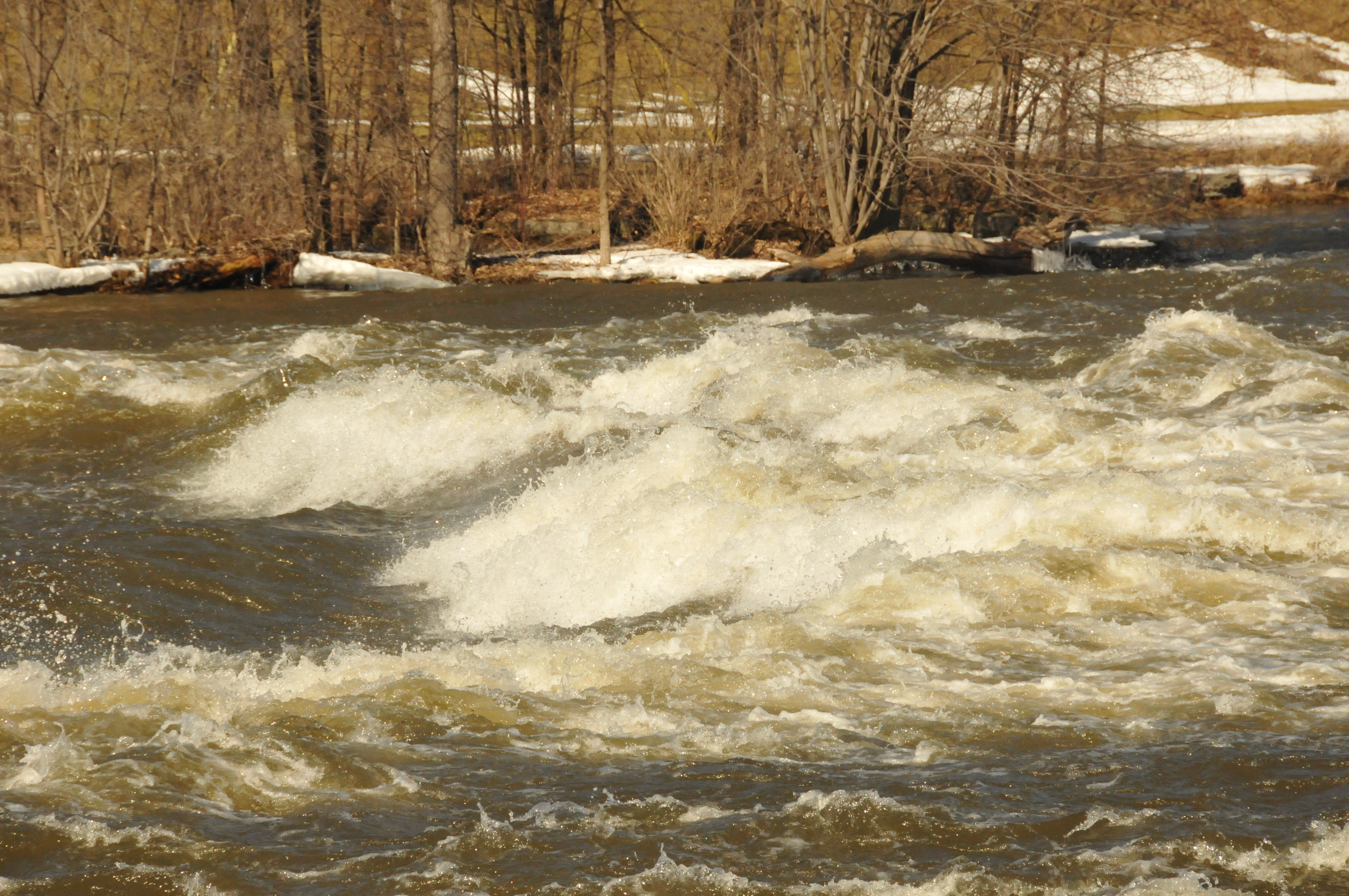
加拿大安大略省密西西比河 (加拿大)的急流

急流是水文学的現象，是河流中河床坡度較陡峭的部份，介於平順流動的河流及瀑布之間。急流的特點是河會越來越深，而且在會有些岩石露出水面。當水沖刷石頭及沿石頭旁邊流過時，空氣泡會混合到水中，因此水的表面會呈現白色的水花，稱為whitewater。急流一般是在上游河床的材質比下游要堅固所造成，急流會讓河流進行水曝氣，因此其水質會比較好。
國際河流難度規模有針對急流進行分類，一般會分為第1至4級。第5級的急流可以分類為5.1-5.9級。第1級的急流很容易渡過，不需要其他工具。而第4級的急流會對生命造成威脅，若無救生設備，落水後幾乎不可能獲救。泛舟一般會選擇有許多急流的河段。

## 物理因素
若要形成急流，水體需要有往下傾斜的坡度。河流的坡度越大，水流得越快。坡度一般會用英尺每英里來計算。這會影響河流的流量，會以單位時間的水體積來計算。水流得越快，越容易形成急流。
河流的束縮（Constriction）是指河流流過較窄的區域，使水的速度變快。因著運送沖積物以及侵蚀作用，也會形成河流阻礙。 河流的阻礙可能來自人類活動、自然山崩、地震、沖積物或碎片的沈積。河流受這些因素影響的越多，河流越容易成為急流。